# Proteinania achatioides
Proteinania achatioides là một loài bướm đêm trong họ Noctuidae.